# 127時間
『127時間』（原題: 127 Hours）は、ダニー・ボイル監督、脚本、製作による2010年の映画作品である。登山家のアーロン・リー・ラルストンの自伝『アーロン・ラルストン 奇跡の6日間』（Between a Rock and a Hard Place）を原作としており、ジェームズ・フランコがラルストンを演じる。共同脚本にサイモン・ボーファイ、共同製作者にクリスチャン・コルソンなど、『スラムドッグ$ミリオネア』のスタッフが再結集している。

## あらすじ
2003年4月25日金曜日夜。アーロン・ラルストン（ジェームズ・フランコ）は、ユタ州のキャニオンランズ国立公園にキャニオニングに出かける準備をしており、妹からの電話も無視して出発した。翌朝彼は自転車で走り、その後は徒歩で目的地を目指した。道中、道に迷っていたクリスティ（ケイト・マーラ）とミーガン（アンバー・タンブリン）の二人と出会い、アーロンはガイドを買って出た。彼はおもしろいものがあると言い、幅の狭い峡谷を通って地下プールへ案内した。3人はそのプールに何度も飛び込んで楽しみ、ビデオカメラでその姿を撮影した。遊び終わった2人は別れ際にアーロンをグリーン・リバー町外れでの明日のパーティに誘い、彼は出席を約束した。しかし、彼女らは本当に彼が来てくれるのか疑問に思った。
アーロンがユタ州中部、グリーン・リバーの町付近一帯のサン・ラファエル・スウェルと呼ばれる地域にある目的地のブルー・ジョン・キャニオンというスロット・キャニオンのキャニオニングを楽しんでいた最中に岩と共に滑落して、右手が岩と壁の間に挟まれてしまう。アーロンは身動きが取れなくなり、大声で助けを呼んだが周囲に誰も居なかった。アーロン1人の力では岩はびくともせず、岩を削ろうにも持っていた万能ツールのナイフはまるで役に立たなかった。彼はボトル1本の水とわずかな食糧で食いつなぎ、そしてビデオカメラに様子を記録し始めた。
岩を崩す試みが無駄とわかると、今度は挟まった自分の右腕を切り離そうとし始めるが、ナイフは皮膚を切ることすらできないくらい鈍いことがわかる。次にアーロンはナイフを腕に突き刺すが、骨を深く切れないとわかる。また彼は水を飲み干すとやむ得ず貯めていた自分の尿を飲んでしまう。彼が自分の命が死にゆくのを感じ始めると、ビデオ日記はますます狂っていった。彼は自分の家族、元恋人との思い出、事故前の2人のハイカーのことを夢に見始めるようになる。死を目前にし、彼は、これまでの人生のすべてがこの峡谷での孤独の状態に向かうように運命づけられたのだと悟るのだった。
翌朝（2003年5月1日木曜日）には自身は死んでいるだろうと思ったが、夜明けにまだ生きていた。その後、すぐに「挟まった腕をねじって力を加えることで、前腕部の二本の骨（尺骨と橈骨）を折ることができるのではないか」と直感して実行に移したが、彼の持っていた15ドルの懐中電灯を買った時におまけで貰ったナイフが短かったので切断には1時間程かかった。
腕の切断に成功した後、長く留まっていた狭い渓谷を脱出して垂直の壁を片手で懸垂下降し、見つけた水溜りの泥水を浴びるように飲んだ。真昼の太陽の降り注ぐ中、8km程離れた車を目指し歩き通したが、その道中にバカンスに来ていた家族に遭遇した。彼らは救助を要請するために急いたが、まもなく捜索中だったレスキュー隊のヘリコプターが到着し救助されたのだった。

## キャスト
※括弧内は日本語吹替
- アーロン・ラルストン - ジェームズ・フランコ[4]（加瀬康之）

登山家。自由な生活を好む。
- クリスティ・ムーア - ケイト・マーラ[4]（峯香織）

道に迷った女性。アーロンに感化されてスリルを好むようになる。
- ミーガン・マックブライド - アンバー・タンブリン[4]（平野夏那子）

クリスティと一緒にいた女性。
- ラナ - クレマンス・ポエジー[4]（小林沙苗）

アーロンの元恋人。
- ソニヤ・ラルストン - リジー・キャプラン[5]（川島悠美）

アーロンの妹。
- ドナ・ラルストン - ケイト・バートン（英語版）[4]（新田万紀子）

アーロンの母。
- ラリー・ラルストン - トリート・ウィリアムズ[4]（中村浩太郎）

アーロンの父。
- 聖トーマス病院の少女 - クロエ・グレース・モレッツ

## 事実との差異
映画の序盤でラルストンが2人のハイカーを秘密の天然プールに案内し、飛び込む場面があるが、ラルストン本人は「峡谷には常に危険が潜んでいる（からそのようなことはしていない）」と、事実ではないと述べている。だがこのような変更点はあるものの、残りの部分についてはドキュメンタリーに近いほど正確であるとラルストンは評している。

## 製作
ダニー・ボイルは4年間にわたってラルストンの遭難映画を作りたがっていた。当初はドキュメンタリー映画としての製作が予定されていたが、ボイルはドラマ仕立てでの映画化を提案した。ボイルが映画のトリートメントを書き、そしてサイモン・ボーファイがスクリーンプレイを執筆した。ボイルは本作を「動かないアクション映画」と説明した。
2009年11月、『ニュース・オブ・ザ・ワールド』はボイルがラルストン役にキリアン・マーフィーを希望していると報じた。2010年1月、ラルストン役はジェームズ・フランコに決定した。
撮影は2010年3月にユタ州で始まった。撮影にはフィルム用、スチル用、デジタルの3種類のカメラが使われた。ボイルはダイアログ無しでフィルムの最初部分を撮るつもりだった。2010年6月17日までには既にポストプロダクションに入っていた。

## 公開
2010年のテルライド映画祭、トロント国際映画祭で上映された。2010年10月28日にはロンドン映画祭のクロージング作品として上映された。アメリカ合衆国では2010年11月5日に限定公開された。日本では2011年6月に20世紀フォックスとギャガの共同配給で公開された。
テルライド映画祭、トロント国際映画祭ではジェームズ・フランコ演じるラルストンが自らの腕を切り落とすシーンが映し出されると、鑑賞中に気を失ったり発作を起こした観客が数名居たことが報じられた。オランダでもプレス試写中気を失う者が居た。

## 評価
『127時間』は多くの批評家から称賛された。Rotten Tomatoesでは202人のプロの評論家のうち93%が肯定的な論評をし、平均点は10点満点で8.2点であった。更に同サイトのTop Criticsの中では、32のレビューで91%の支持を得た。またMetacriticでは37のレビューで100点満点中87点だった。『シカゴ・サンタイムズ』のリチャード・ローパーは映画を「A」とし、フランコの完璧な演技はオスカーノミネートに値すると述べ、「過去十年間のベスト作品の一つ」と評した。また、ロジャー・イーバートは4つ星満点を与えた。